# استفانو پیتریبیاسی
استفانو پیتریبیاسی (انگلیسی: Stefano Pietribiasi؛ زادهٔ ۸ مهٔ ۱۹۸۵) بازیکن فوتبال اهل ایتالیا است.
از باشگاه‌هایی که در آن بازی کرده‌است می‌توان به باشگاه فوتبال کارپی، باشگاه فوتبال ویچنزا، و باشگاه فوتبال پرو ورچلی اشاره کرد.